# Braunfelsia muscicola
Braunfelsia muscicola là một loài rêu trong họ Dicranaceae. Loài này được J. Froehl. mô tả khoa học đầu tiên năm 1962.